# Duncan II
Pour les articles homonymes, voir Duncan.
Duncan II (Donnchad mac Maíl Choluim), mort le 12 novembre 1094, est roi d'Écosse de mai à novembre 1094.

## Origine et famille
Duncan ou Donnchad mac Maíl Choluim est le fils aîné du roi Malcolm III d'Écosse et de sa première épouse Ingibiorg Finnsdottir, la veuve du Jarl Thorfinn Sigurdsson, comte des Orcades. Il est ainsi le demi-frère de Pall et Erlend Thorfinnsson, également Jarl des Orcades. On présume que le « Domnall fils de Máel Coluim, roi d'Écosse » qui meurt en 1085 d'après les Annales d'Ulster est également son frère-germain.

### Légitimité?
Du fait des prétentions ultérieures au trône de ses descendants les Meic Uilleim, les chroniqueurs médiévaux mettent en doute sa légitimité. William de Malmesbury déjà, évoque  Duncan comme « nothus », c'est-à-dire bâtard, une insulte qui a pour but de justifier la succession à la royauté des fils de la seconde épouse de Malcolm, Marguerite. Lorsque Guillaume Ier d'Angleterre  prend en 1072 comme otage Duncan un fils de Malcolm, il est peu probable qu'il ait accepté un fils illégitime du roi.
Les documents contemporains n'évoquent pas non plus cette pseudo bâtardise. Dans une charte, son successeur Edgar Ier d'Écosse le nomme avec ses « frères » et plus tard son fils William Fitzduncan vit à la cour de David Ier où il est considéré comme le neveu du roi.

## Jeunesse
Après avoir rendu hommage à Abernethy au roi d'Angleterre en août 1072 son père le donne en otage à Guillaume le Conquérant. Ce dernier l'élève à sa cour en Normandie et en Angleterre, avec ses propres fils. Devenu roi, Guillaume II Rufus, libère et arme chevalier Duncan en 1087, en même temps qu'Ulf, un fils de Harold II d'Angleterre, Duncan continue à séjourner à la cour de Guillaume II jusqu'à la mort de son père en 1093, quand après avoir rendu l'Hommage à son tour, il obtient l'appui du roi pour faire valoir ses droits au trône d'Écosse où les Scots ont choisi son oncle Donald III comme roi.

## Règne
Après avoir rassemblé une force composée d'Anglais et de Normands il réussit à chasser son oncle Donald III et devient roi d'Écosse en mai 1094. C'est probablement en progressant vers le nord que, Duncan sollicite l'aide de Saint Cuthbert. C'est en effet du règne bref de Duncan II que date la plus ancienne charte conservée en original ou en copie émanant d'un roi d'Écosse. Elle concerne la donation de plusieurs domaines: Tyninghame, Auldhame (en), Scoughall (en), Knowe Hedderwick et Broxmouth à l'église de Saint Cuthbert de Durham.
Dans un autre document, il fait une donation au prieuré de Dunfermline, la fondation de la seconde épouse de son père, Marguerite, ce qui confirme qu'il est en bon termes avec ses fils. Les signataires sont: Edgar, identifié avec son demi-frère, et un Malcolm qui est habituellement considéré comme un autre frère germain ce qui est possible mais ne fait l'objet d'aucune confirmation. Le sceau de Duncan le présente simple-face et armé en chevalier avec lance et pennon; peut-être a-t-il été conçu à cette occasion par les moines de Durham. Dans cet acte, Duncan se proclame comme « héritier légitime et roi d'Écosse », il fait la donation pour son père, ses frères, son épouse et ses enfants, il ajoute qu'il a fait ce don avec l'accord de ses frères; sa mère n'est pas mentionnée.
Le règne de Duncan II est bref et tourmenté; d'abord les Scots attaquent et chasse  son contingent étranger, et lui font jurer qu'il ne les réintroduira pas en Écosse. Ensuite une révolte éclate sous l'égide de Donald III et Edmund, un fils de Malcolm III qui a pris le parti de son oncle. Duncan II est tué apparemment par trahison par un mormaer nommé Mael Pedair à Mondynes dans les Mearns, le 12 novembre 1094. La date précise a été conservée dans l'obituaire de Durham, où il jouissait d'une haute considération bien qu'il ait été avancé qu'il aurait été inhumé à Iona. Donald III reprend alors le trône.

## Postérité
Malgré son nom gaélique de « Donnchad », Duncan II était trop « anglo-normand »  pour le royaume d'Écosse. Il avait épousé Ethelreda (ou Octreda selon Richard Oram), une fille de Gospatrick, le comte de Northumbrie qui s'était réfugié en Écosse en 1072 où Malcolm III lui avait confié la garde du Lothian. Un seul de ses enfants est connu : William Fitzduncan (mort en 1151 ou 1154).